# 24K
24К (кор. 투포케이 (туфокей)) — южнокорейская группа, сформированная Choeun Entertainment в 2012 году. В настоящее время группа состоит из 6 участников. Дебют состоялся 6 сентября 2012 года с песней «Hurry Up».
Значение названия группы
Изначально 2 означало двух ведущих танцоров группы: Бёнхо и Дэиля.
4 означало четырёх основных вокалистов; Кори, Сокчжуна, Соно и Кису.
После ухода участников: В одном из интервью 24K сказали о новом значении названия своей группы: «24К — это как чистое золото, которое никогда не перестанет сиять» .

## История

### 2012—2013: 4К, Hurry Up, and U R So Cute

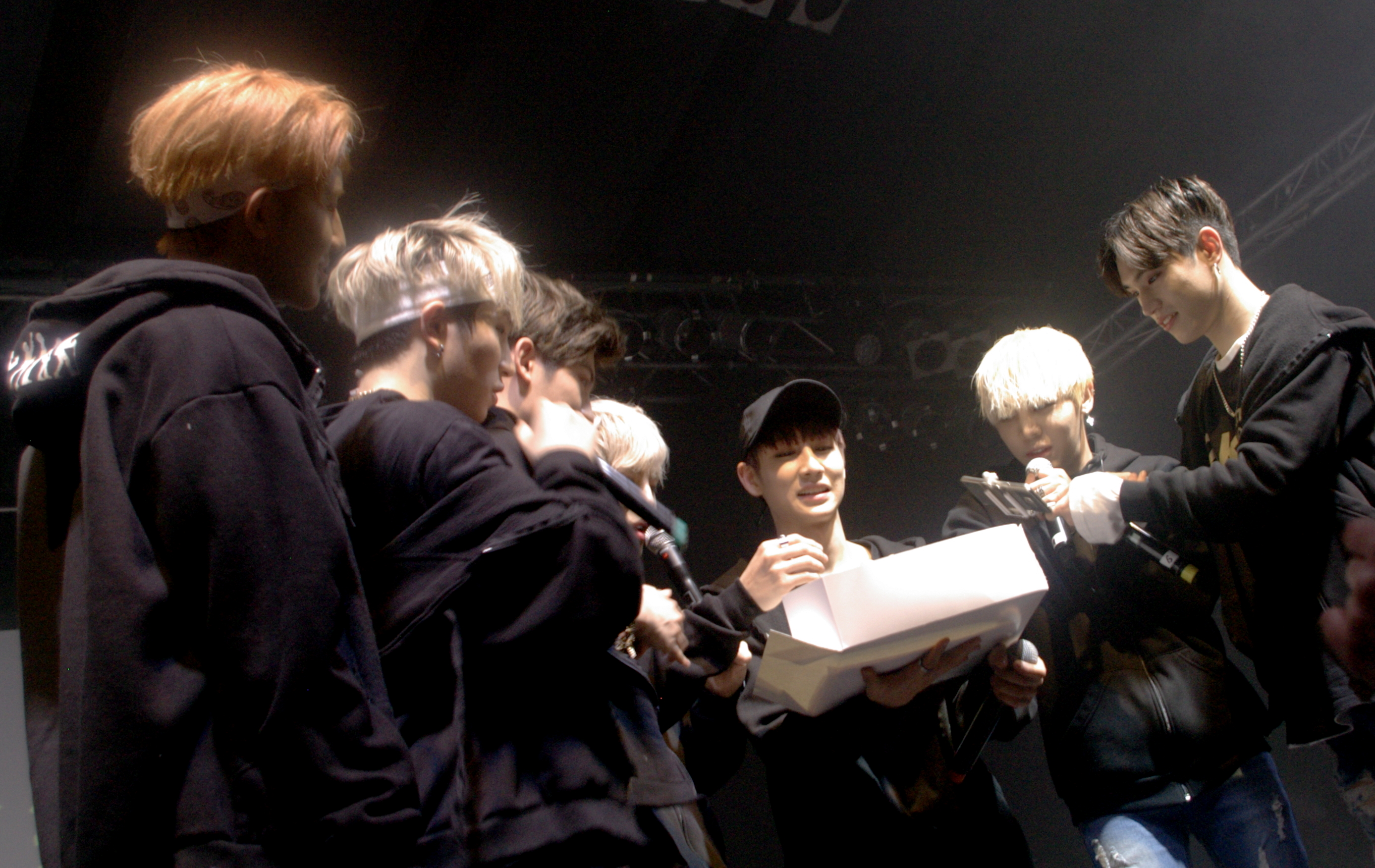

Сначала дебютировала подгруппа 4К, состоящая из вокалистов Кори, Сокджуна, Кису и Соно, они выпустили сингл «Rocking Girl» в июне 2012 года. С приходом в группу рэперов Деиля и Бёнхо 24К выпустили свой первый мини-альбом Hurry Up 6 сентября. 16 января следующего года 24K начали продвижение сингла «Secret Love».
24К выпустили свой второй мини-альбом U R So Cute 1 августа 2013 года. Заглавный трек имеет милый концепт и «хард-роковый» гитарный звук, смешанный с «house» в европейском стиле.

### 2014—2015: изменения в составе, «Hey You» и «Super Fly»
Дэиль участвовал во 2-м сезоне тв-шоу Dancing 9 на канале Mnet.
24К вернулись после двухлетнего перерыва с синглом «Hey You» вместе с двумя новыми участниками — Хви и Чжинхоном.
1 октября 2015 года у 24К был камбэк с третьим мини-альбомом Super Fly и заглавным треком с одноимённым названием.

### 2016: дальнейшие изменения в составе, «Still 24К», The Real One и Addiction

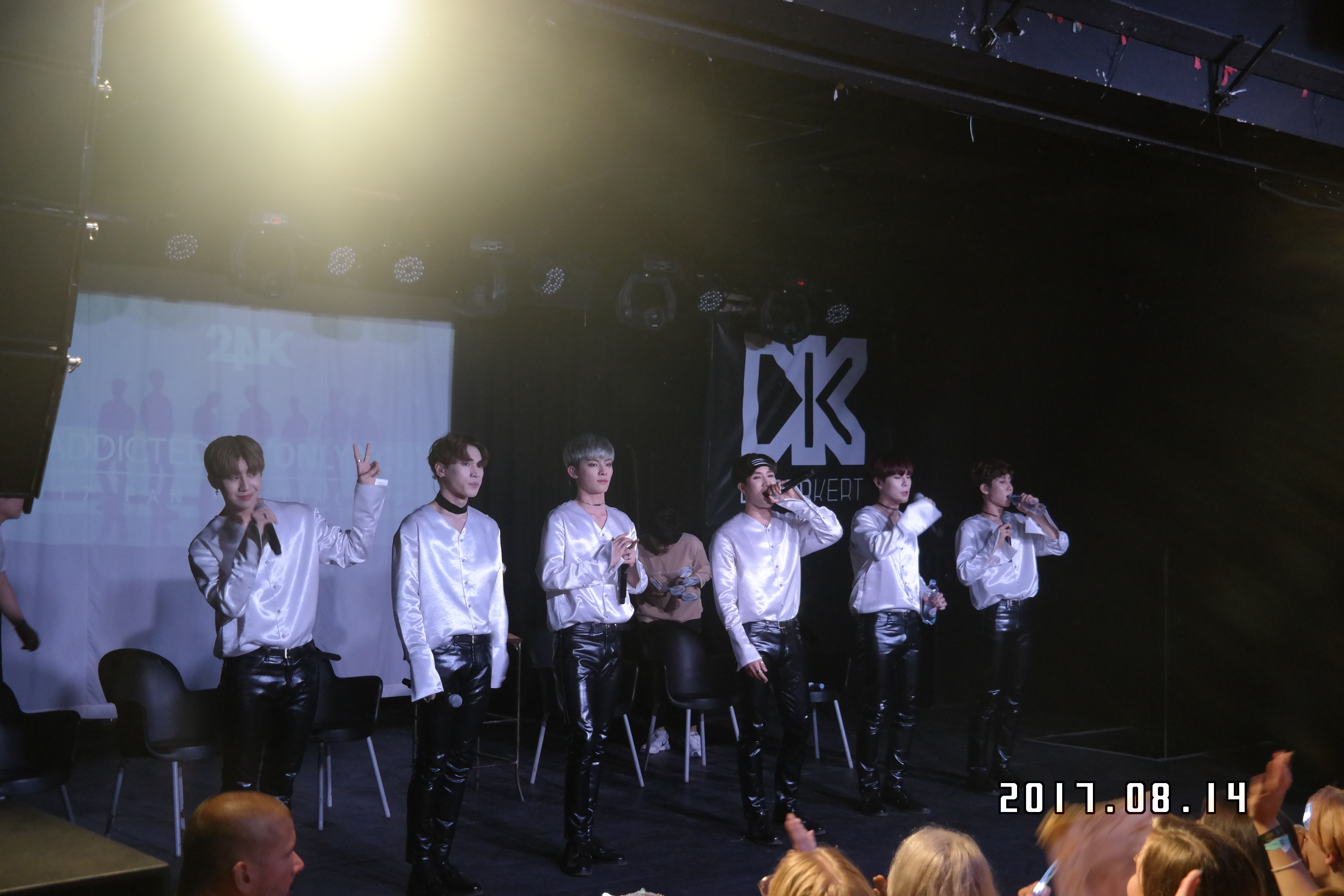

Первый европейский концерт 24K состоялся в Варшаве, Польше — 23 января 2016 года, в Progresja Music Zone Main Stage, без Соно. Они провели шоукейсы в Малайзии 22-24 апреля, на которых Соно и Деиль отсутствовали по неизвестным причинам. 1 августа Choeun Entertainment сделали официальное заявление о том, что участники Деиль и Соно приостановили участие в деятельности группы. Из-за вывихнутого плеча Соно была оказана медицинская помощь, а Дэиль решил взять «отпуск», хотя позже выяснилось, что он покинул группу, для того чтобы дебютировать в качестве сольного исполнителя под псевдонимом «BIGONE». В заявлении также было сказано, что два парня — Чансон и Хонсоб станут новыми членами группы. 11 августа 24К выпустили сингл «Still 24К».
21 октября 24К вернулись со своим первым полноформатным альбомом под названием The Real One, содержащим ранее выпущенные синглы «Secret Love», «Hey You», «Super Fly», «Still 24K» и заглавный трек «Bingo».
24К отправились в своё первое мировое турне 7 декабря 2016 года. Они были в 4 городах Бразилии и продолжили Европейский тур 3 января 2017 года в Милане, затем побывали в Хельсинки, Лондоне, Варшаве, Лиссабоне, Кёльне, Бухаресте и закончили тур 15 января 2017 года в Париже. Кроме того, в конце марта 2017 было объявлено, что 24K продолжат бис-тур, чтобы посетить ещё 4 страны. Бис-тур начался 2 апреля 2017 в Москве, России, после чего группа гастролировала в Стокгольме и Испании, завершив тур 9 апреля в Амстердаме.
Камбэк 24K с синглом и клипом «Only You» из их нового альбома Addiction произошёл 26 мая 2017.

### 2018 — настоящее время
11 мая Choeun Entertainment анонсировала информацию о том, что участник группы Кису в скором времени будет зачислен в ряды армии, и поэтому добавляет нового участника Киёна.
12 мая 2018 года группа приняла участия на Dream Concert, представив публике Киёна. 19 мая 2018 года Киён оповестил через личный инстаграм (@24k_kiyong) о том, что является новым самым младшим участником группы 24K.
30 декабря 2018 года соло-дебют Кису (Soo) с песней «Goodbye»
25 января 2019 года агентство выпускает заявление о том, что Кори больше не является участником группы 24K. Обсудив и приняв решение, Кори решил, что группа должна продвигаться в младшем составе. (Сам Хон Чжухён 1990 года)
Он будет продюсировать и создавать музыку, но не входит больше в состав группы.
Также 25 января 2019 года агентство выпустило заявлении о возможном возвращении Соно. Он уже пишет песни и создаёт аранжировку.
30 января 2019 соло-дебют Чонука (Uk) с песней 'what u want" («#빈틈을보여줘»). 14 февраля клип '#why'. Дебют с альбом «#dawn»

## Музыкальный стиль и жанры
После дебюта 24К используют различные жанры в своей музыке. В их мини-альбоме Hurry Up присутствуют жанры поп, транс и дабстеп. Во второй мини-альбом U R So Cute группа включала элементы хип-хопа и электронной танцевальной музыки.
Кори выразил своё восхищение на счёт хип-хоп продюсеров Dr. Dre и Teddy Park. Кису очень нравилась музыка Urban Zakapa, что привело к его увлечению R&B и соул.

## Мемберы
- Ли Чансон, родился 17 марта 1996 — танцор, вокалист
- Нам Киён (кор. 기용), родился 25 марта 1999 — вокалист, танцор
- Шиу  , родился 6 июня 2001, позиция в группе и фамилия пока неизвестны.
- Имчан , родился 21 января 2001, макнэ. Фамилия и основная позиция в группе неизвестны.

### Бывшие участники
- Пак Бёнхо (кор. 박병호), родился 11 мая 1989 — саб-рэпер;
- Хон Сокджун (кор. 홍석준), родился 14 апреля 1991 — саб-вокал;
- Ким Деиль (кор. 김대일), родился 10 мая 1992 — главный рэпер, главный танцор;
- Лян Хуэй (Хви)(кит. 梁輝; кор. 양휘), родился 18 июля 1995 — саб-рэпер;
- Кори (кор. 코리), настоящее имя: Хон Чжухён (кор. 홍주현), родился 25 ноября 1990 — лидер, главный вокалист
- Чхве Кису (кор. 최기수; также Soo (соло псевдоним)), родился 2 октября 1991 -вокалист
- Ю Соно (кор. 유성오), родился 8 января 1991 — вокал (находится на военной службе)
- Ким Чжинхон, родился 2 января 1998 — вокалист
- Шим Хонсоб, родился 8 января 1998 — танцор, рэпер, макнэ

## Дискография
- The Real One (2016)

## Концерты и туры

### Мировые туры
- 2017: First World Tour «Still With 24U»

### Дополнительные туры
- 2017: First Encore Tour «Still With 24U, The Encore»

### Концерты в Европе
- 2017: First European concert в Варшаве, Польша 24 января.

### Туры фанмитингов
- 2017: «Only You» Europe Fan Meeting Tour.